# Donington Park
Donington Park je závodní okruh poblíž obce Castle Donington v Severozápadním Leicestershiru v Anglii. Vlastní jej společnost Donington Ventures Leisure Ltd. Pořádají se zde také hudební festivaly. Pravidelně se zde konají závody mistrovství světa silničních motocyklů a od roku 2010 se zde měly opět pořádat závody mistrovství světa vozů Formule 1, ale přípravy pořadatelé nestihli.

## Okruh
Původní Doningtonský okruh byl otevřen již v roce 1931 a zpočátku se využíval pro závody motocyklů, v průběhu 30. let sem ovšem zavítaly i automobilové závody. V letech 1933–34 se konal závod označený jako Donington Park Trophy, když ji vyhrál lord Francis Howe na Bugatti T51 (mj. vítěz závodu 24h Le Mans 1931) a o rok později Whitney Straight na Maserati 8C. V roce 1935 se závod konal jako první Donington Grand Prix, vůbec první Grand Prix, která se konala v Británii na silniční dráze (Autoklub RAC odmítl použít termín „British Grand Prix“), závod vyhrál Dick Shuttleworth (Alfa Romeo Tipo B/P3). Velkou cenu Doningtonu v roce 1936 vyhrál Hans Rüesch, který sdílel svou Alfu Romeo Tipo 8C-35 s Dickem Seamanem. GP Doningtonu 1937 se jela v říjnu a vyhrál ji Bernd Rosemeyer (Auto Union Typ C). To bylo jeho poslední vítězství na tratích Velkých cen. Rosemeyer se zabil během pokusu o rychlostní rekord na pozemní komunikaci, na dálnici mezi Frankfurtem a Darmstadtem 28. ledna 1938. Vozy německého Auto Unionu byly zpět i o rok později a vítězem se stal Tazio Nuvolari na Auto Union Type D. Na trati se závodilo až do začátku druhé světové války.
V roce 1939 byl okruh uzavřen kvůli 2. světové válce, stal se skladištěm armádních vozidel. Počátkem 70. let došlo k zakoupení zdejšího areálu Tomem Wheatcroftem, který finančně pokryl přestavbu trati, která byla znovu otevřena 27. května 1977.

## Formule 1
Na okruhu se v roce 1993 konala Velká cena Evropy vozů Formule 1, tento závod byl silně ovlivněn deštěm.
4. července 2008 Bernie Ecclestone oznámil, že Donington Park bude od roku 2010 po dobu 10 let pořádat Velkou cenu Velké Británie. 7. prosince 2009 se však rozhodlo, že GP Velké Británie se pojede na dalších 17 let v Silverstone.

### Vítězové v jednotlivých letech
| Rok  | Jezdec       | Konstruktér | Výsledky |
| ---- | ------------ | ----------- | -------- |
| 1993 | Ayrton Senna | McLaren     | Výsledky |

## Hudební festivaly
Donington Park má velkou historii co se týče pořádání rockových hudebních festivalů. V letech 1980–1996 se zde konal každoroční obrovský festival Monsters of Rock. Koncertovaly zde např. kapely jako AC/DC a Metallica, které zde měly hlavní slovo hned třikrát. Absolutní rekord však drží britská legenda Iron Maiden, která je zde měla dokonce čtyřikrát.
O roku 2003 se zde pravidelně koná Download festival.